# Tapiscia sinensis
Tapiscia sinensis Oliv. è una pianta appartenente alla famiglia delle Tapisciaceae originaria della Cina meridionale e dell'Indocina.

## Descrizione

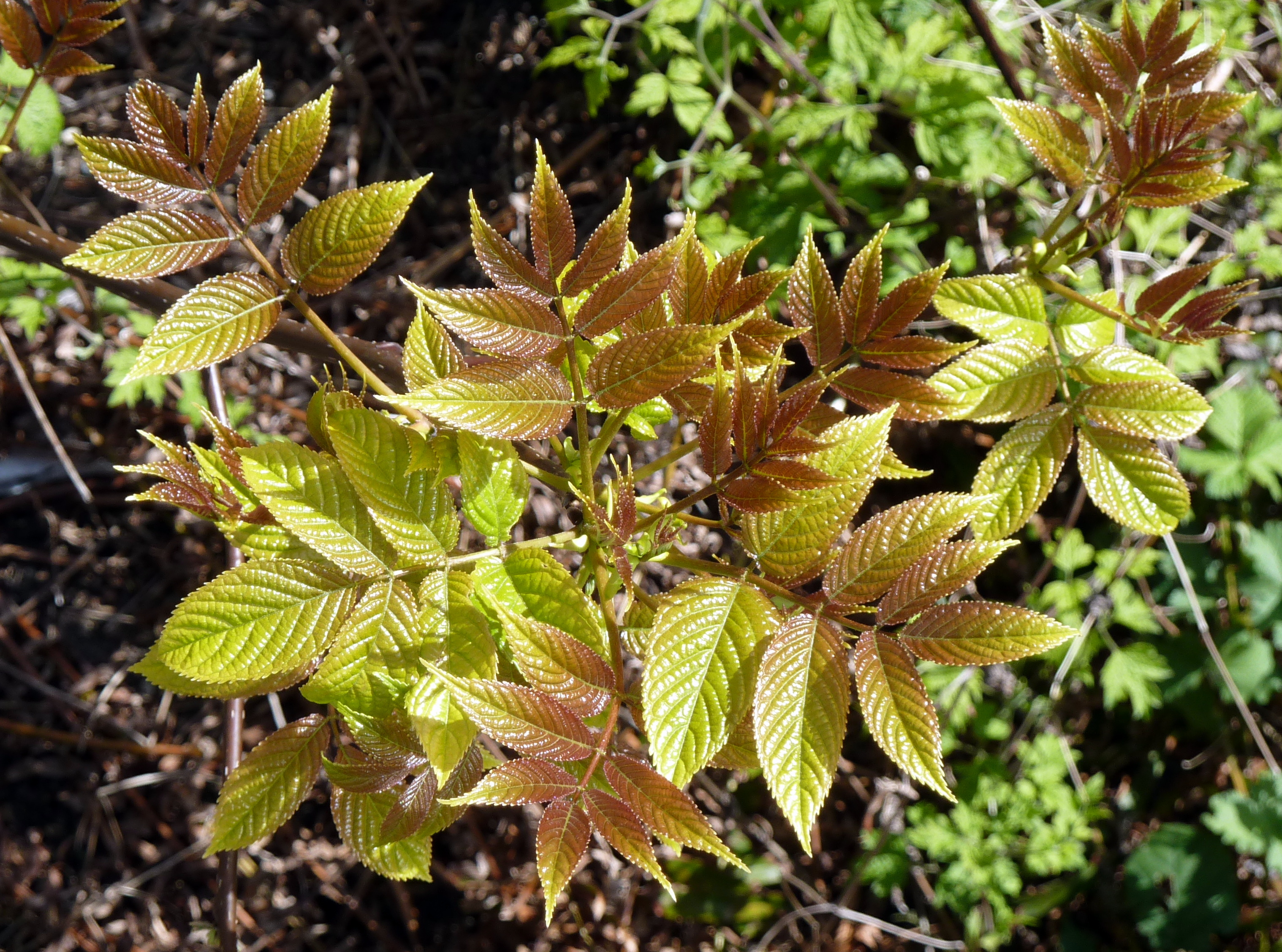
Foglie di T. sinensis

T. sinensis è un albero deciduo, solitamente alto circa 10 m in natura. Presenta foglie pennate, lunghe da 30 a 45 cm, composte da cinque a nove foglioline ovate, cuoriformi alla base, appuntite, dentate, lunghe da 8 a 13 cm.
I piccoli fiori giallastri profumati di miele, maschili o bisessuali, si sviluppano in pannocchie ascellari: quelle che portano i fiori maschili sono composte da molte spighe sottili, mentre le pannocchie fertili sono più corte e più ramificate, con fiori più grandi.
I frutti sono ovoidali, neri, lunghi circa 7-18 mm.

## Distribuzione e habitat
L'areale nativo di T. sinensis va dalla Cina meridionale all'Indocina. Cresce principalmente nel bioma temperato.

## Usi
Sebbene sia apprezzata principalmente per il suo portamento ornamentale, T. sinensis ha anche un potenziale economico. Le comunità locali utilizzano il suo legno per costruzioni e artigianato grazie alla sua durevolezza. Inoltre, il suo aspetto la rende una specie desiderabile per progetti paesaggistici volti a migliorare l'estetica.